# Flesberg stavkirke
Kościół klepkowy w Flesberg (Flesberg stavkirke) – mocno przebudowany kościół klepkowy w Norwegii, pierwotnie wzniesiony w końcu XII w. Znajduje się w miejscowości Flesberg, w gminie Flesberg, w okręgu Viken (dawniej Buskerud). 
Kościół został zbudowany w końcu XII w., pierwotnie wsparty na 4 lub 8 kolumnach. Wedle obrazu z 1701 roku był podówczas całkowicie kryty gontem, trójnawowy, z zewnętrzną galerią i apsydą zwieńczoną wieżyczką; przypominał dobrze do dziś zachowany kościół w Borgund. Jednym z nielicznych zachowanych elementów jest portal ozdobiony rzeźbionymi smokami. W latach 30. XVIII w. znajdował się w bardzo złym stanie i zdaniem ówczesnego pastora był za mały by spełniać rolę kościoła parafialnego. W 1735 roku znacząco przebudowany, usunięto wolnostojące podpory i zmieniono formę na plan krzyża oraz zainstalowano płaski sufit; kościół ozdobiono malowidłami. Dziesięć lat później wzniesiono pierwszy ołtarz (kościół już wcześniej, od 1683 roku, miał ambonę i chrzcielnicę).
Kolejne przebudowy miały miejsce w XIX w.: z początkiem stulecia kościół został ozdobiony malowidłami przez Kjetila Olsena Haugkjenda; w latach 1846-48 zmieniono pokrycie dachu z gontów na kamienne dachówki. W 1895 nastąpił gruntowny remont, wymieniono w całości zewnętrzne i wewnętrzne pokrycie ścian. Współczesna forma pochodzi z lat 1955-1965, kiedy to dokonano renowacji pod nadzorem państwowego urzędu ds. zabytków. Kościół jest otoczony oryginalnym ogrodzeniem z pionowo ustawionych płyt łupkowych z XVII w.

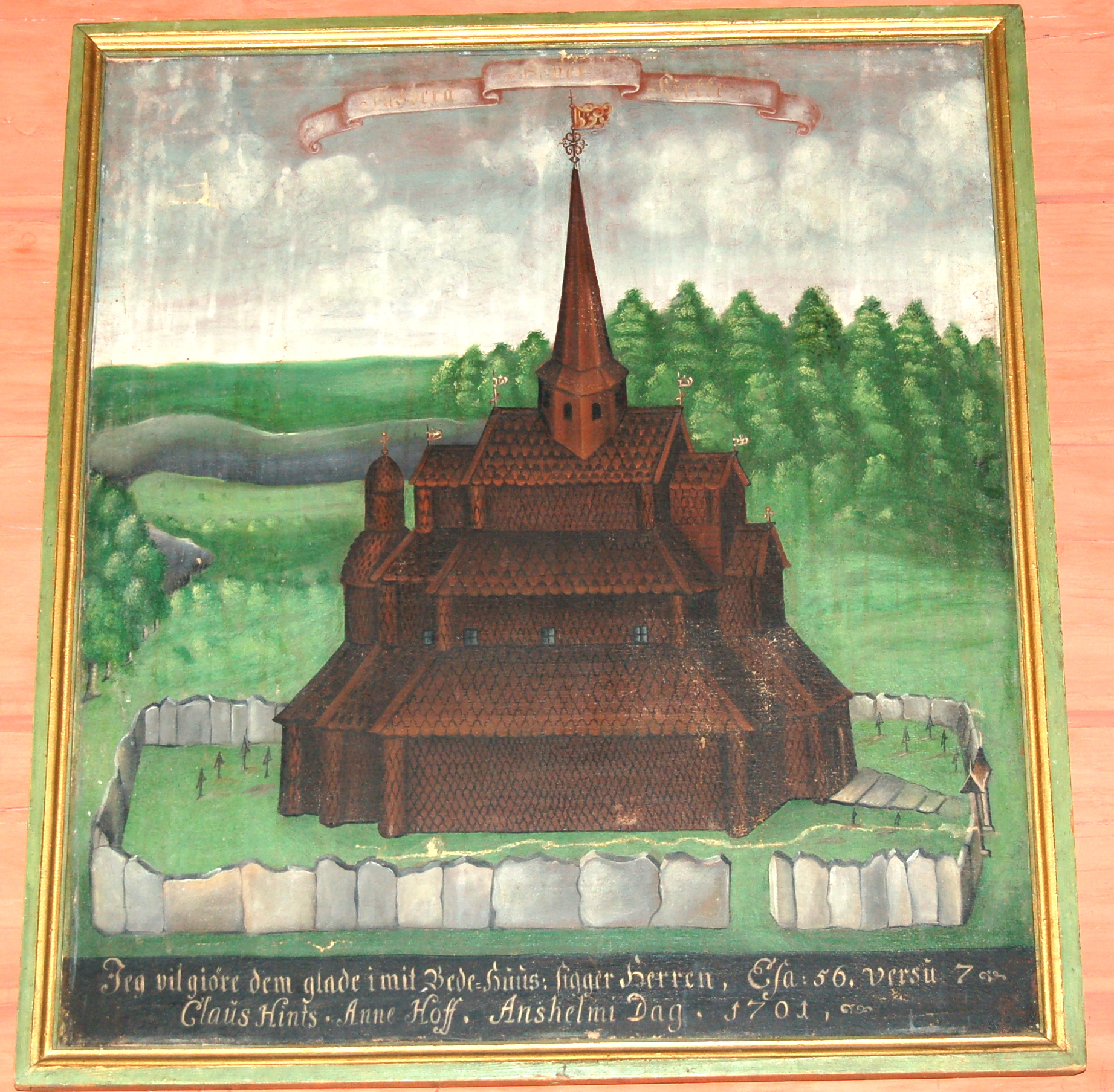
Obraz przedstawiający dawny wygląd kościoła
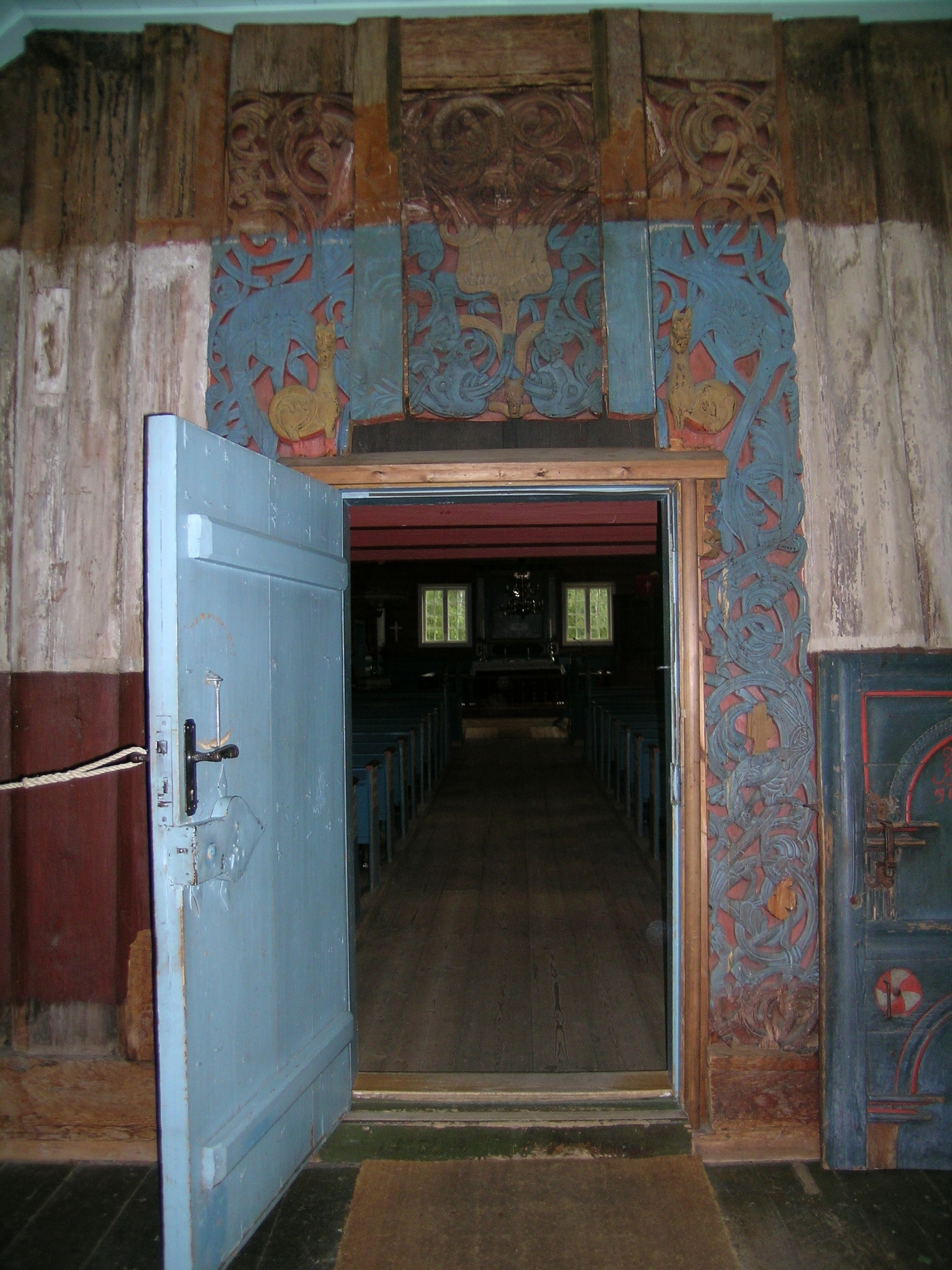
Portal
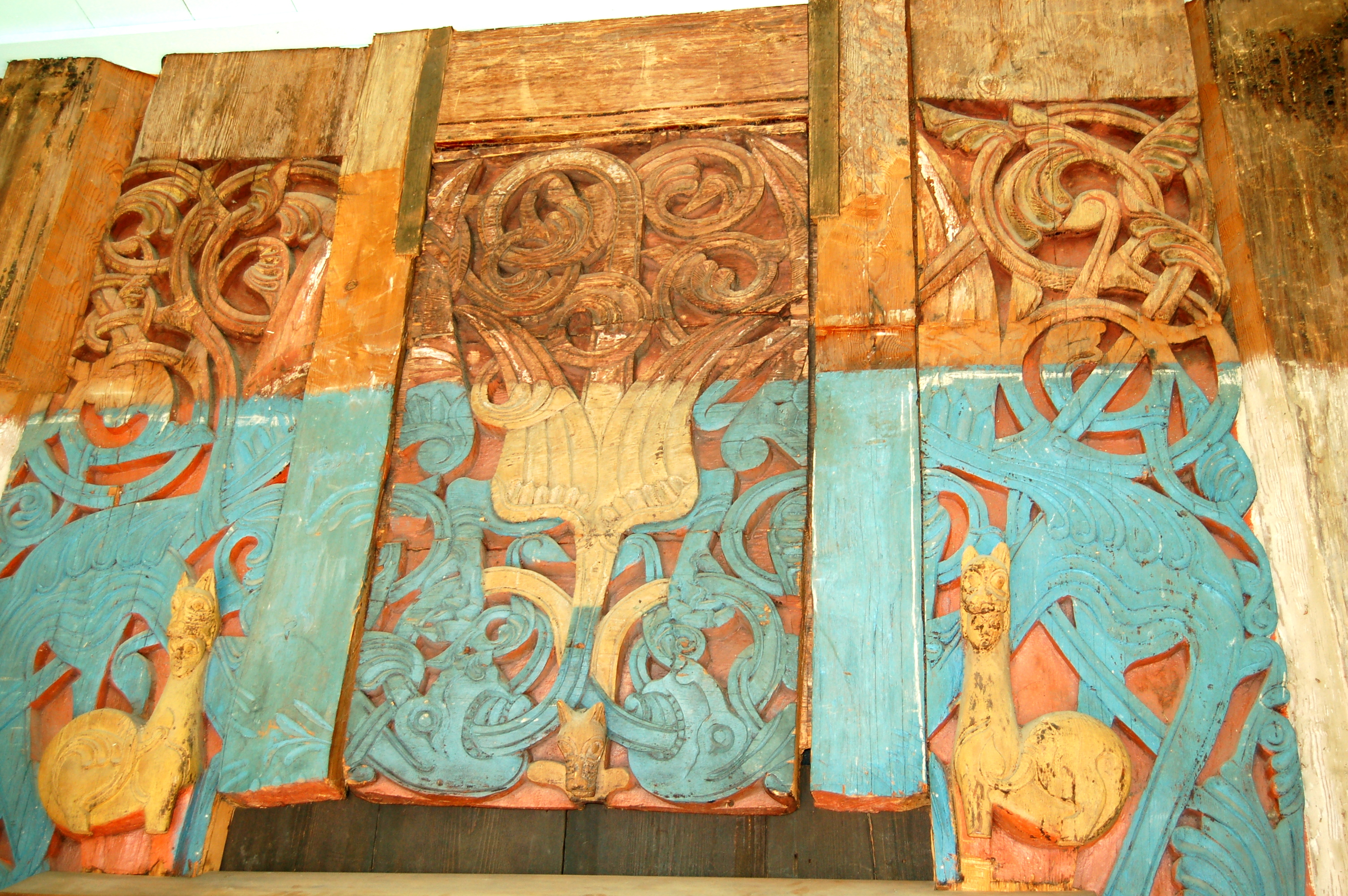
Detal portalu
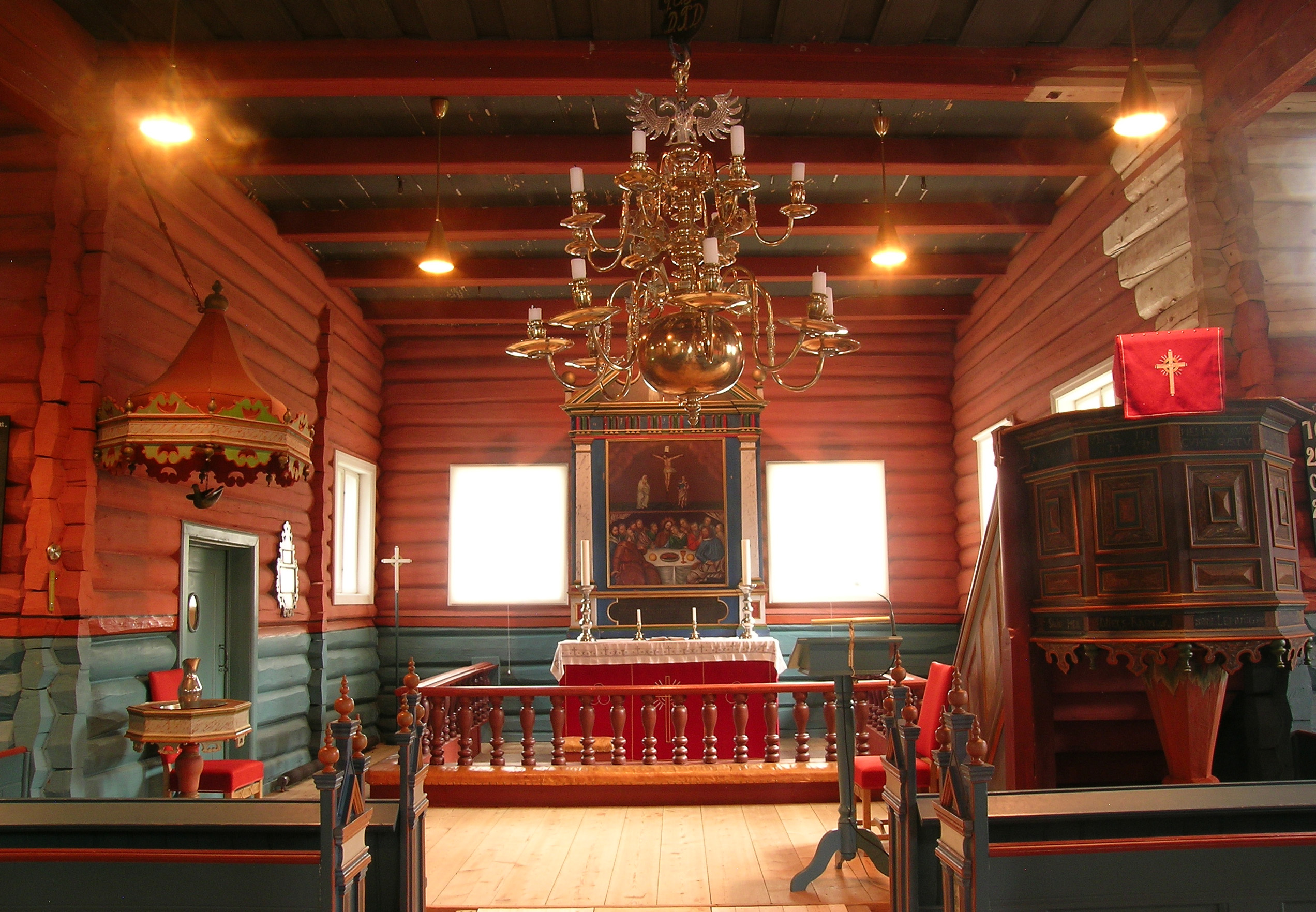
Chór i pulpit
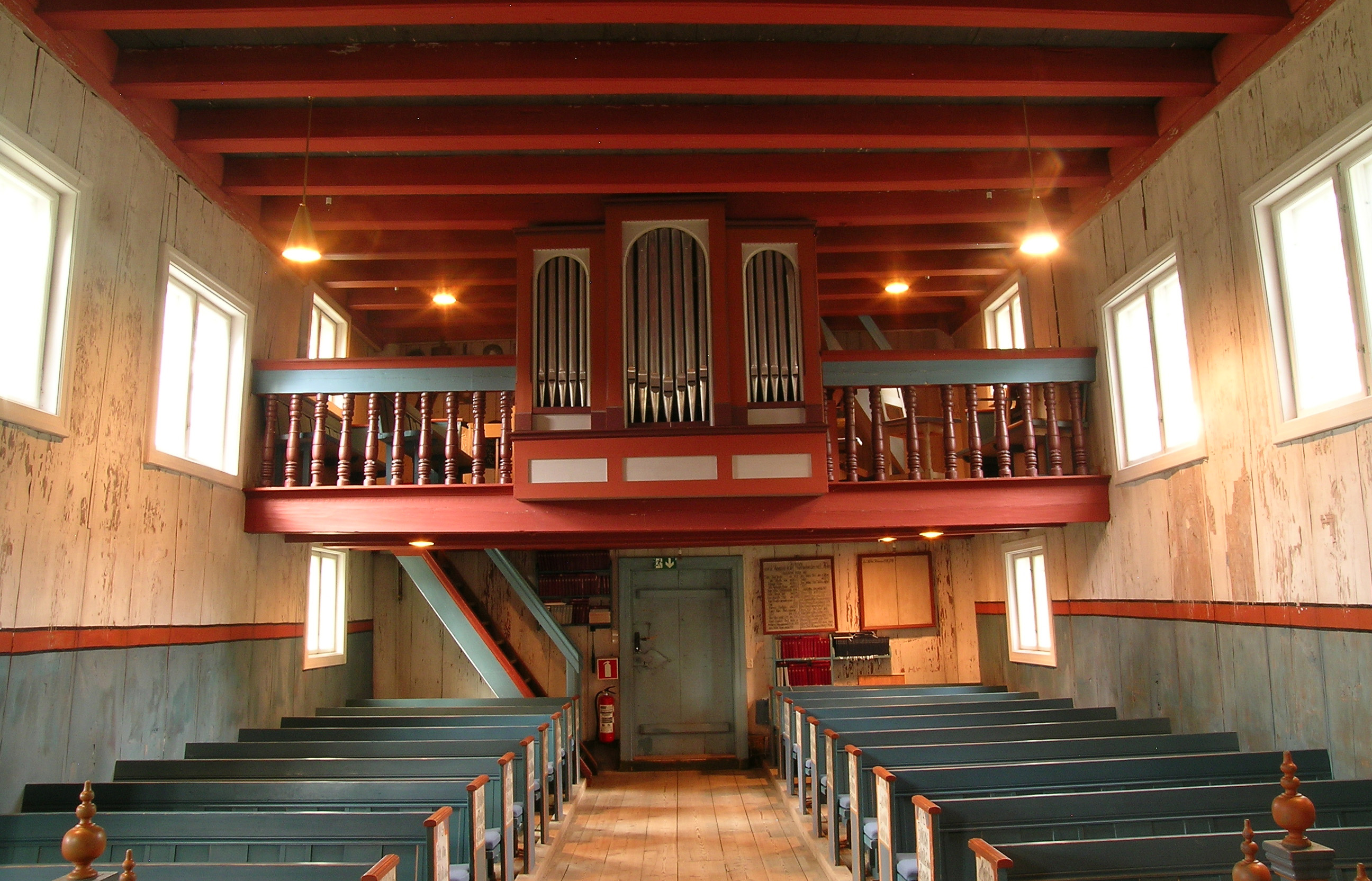
Nawa i organy
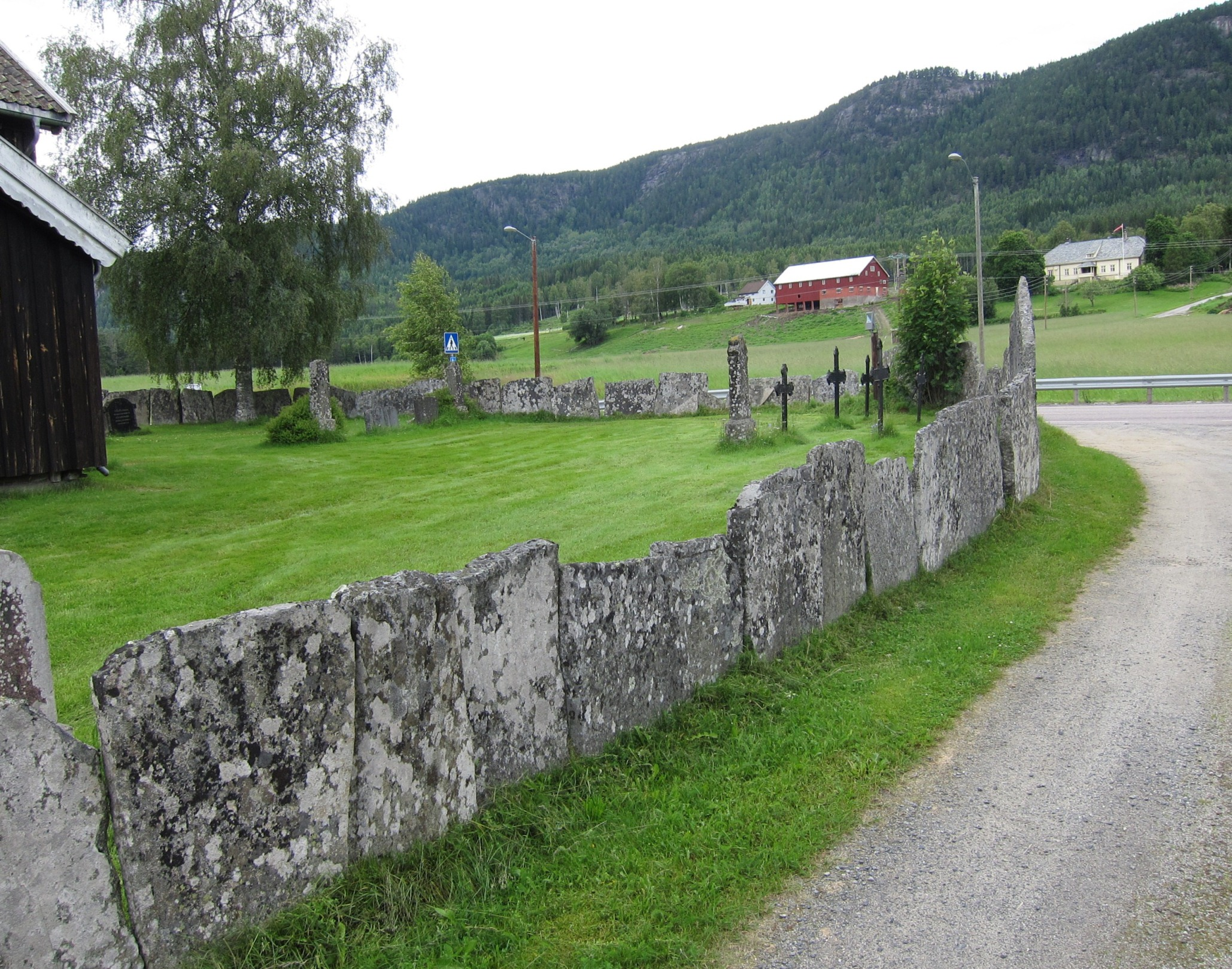
Ogrodzenie z płyt łupkowych